# Erin Routliffe
Erin Hope Routliffe (født 11. april 1995 i Auckland, New Zealand) er en professionel tennisspiller fra New Zealand, som indtil 2017 repræsenterede Canada.